# Tom Seeberg
Tom Seeberg (* 17. Februar 1860 in Drammen; † 27. März 1938 ebenda) war ein norwegischer Sportschütze.

## Erfolge
Tom Seeberg nahm an den Olympischen Spielen 1900 in Paris in fünf Disziplinen teil. Im Mannschaftswettbewerb des Dreistellungskampfes mit dem Armeegewehr wurde er an der Seite von Ole Østmo, Helmer Hermandsen, Ole Sæther und Olaf Frydenlund Zweiter und erhielt somit die Silbermedaille. Mit 4290 Punkten blieb man über 100 Punkte hinter den Gewinnern aus der Schweiz und zwölf Punkte vor den drittplatzierten Franzosen. Die International Shooting Sport Federation wertet den Schießwettbewerb bei den Spielen im Jahr 1900 parallel auch als Weltmeisterschaft. In den übrigen vier Disziplinen mit dem Armeegewehr – allesamt Einzelwettkämpfe – platzierte er sich jeweils außerhalb der besten Zehn.